# Вільям Штерн
Ві́льям Лью́їс Штерн (англ. William Lewis Stern;(29 квітня 1871, Берлін — 1938, Дарем, США) — німецький психолог і філософ, вважається одним з піонерів диференціальної психології та психології особистості. Творець концепції інтелектуального коефіцієнта, яка пізніше лягла в основу відомого тесту IQ Альфреда Біне. Батько німецького письменника і філософа Гюнтера Андерса. У 1897 Штерн винайшов варіатор тону, що дозволило йому істотно розширити можливості вивчення звукового сприйняття.

## Біографія
Штерн народився в Берліні. Він був онуком єврейського філософа-реформатора Сигізмунда Штерна. В 1893 отримав ступінь доктора філософії в Берлінському університеті. Викладав в Університеті Бреслау з 1897 по 1916. В 1916 призначений професором психології в Гамбурзькому університеті, і залишався на цій посаді аж до 1933, одночасно будучи директором Психологічного інституту при цьому університеті. Після приходу нацистів до влади емігрував спочатку в Нідерланди і в 1934 — в США, де отримав посаду професора в Дюкському університеті і залишався на цій посаді аж до своєї смерті.
Крім психологічних досліджень, Штерн був філософом, прихильником персоналізму.
Штерн також досліджував проблему «характеру» групових утворень, які він розглядав як живі організми, подібні людям.
Штерн є також одним із засновників сучасної дитячої психології та психології розвитку, крім цього він працював у галузі диференціальної психології. У своїй праці «Монографії до душевного розвитку дитини» (2 томи, 1928-31 рр..) Обробляються спостереження, здійснені Штерном спільно з його дружиною Кларою, за власними дітьми у світлі вже існуючих теорій про психічний розвиток дітей. Особлива увага приділяється мовному розвитку, отримані дані лягають в основу проведених Штерном досліджень обдарованості та інтелекту.
Штерн виділяє значення відносин між дітьми залежно від швидкості розвитку та інтелекту. Крім цього, здійснює дослідження фантазії дитини і витікаючу з цього ступінь правдоподібності дитячих свідчень при розслідуваннях і на суді (Forensische Psychologie). Штерн також був одним із засновників філософського персоналізму.